# Dipyramide gyroallongée
En géométrie, les dipyramides gyroallongées sont un ensemble infini de polyèdres, construits en allongeant une bipyramide n-gonale en insérant un antiprisme n-gonale entre ses moitiés congrues.
Deux membres de l'ensemble peuvent être des deltaèdres, c’est-à-dire, construits entièrement avec des triangles équilatéraux : la diamant carré gyroallongé, un solide de Johnson, et l'icosaèdre, un solide de Platon. Les autres membres peuvent être construits avec des triangles isocèles.

## Formes
- Dipyramide triangulaire gyroallongée - dual : trapèzoèdre triangulaire tronqué
- Diamant carré gyroallongé - dual : trapèzoèdre carré tronqué
- Dipyramide pentagonale gyroallongée (icosaèdre) - dual : trapèzoèdre pentagonal tronqué (dodécaèdre)
- Dipyramide hexagonale gyroallongée - dual : trapèzoèdre hexagonal tronqué
- Dipyramides n-gonales gyroallongées - duaux : trapèzoèdres tronqués n-gonaux